# Attaque du car scolaire d'Avivim

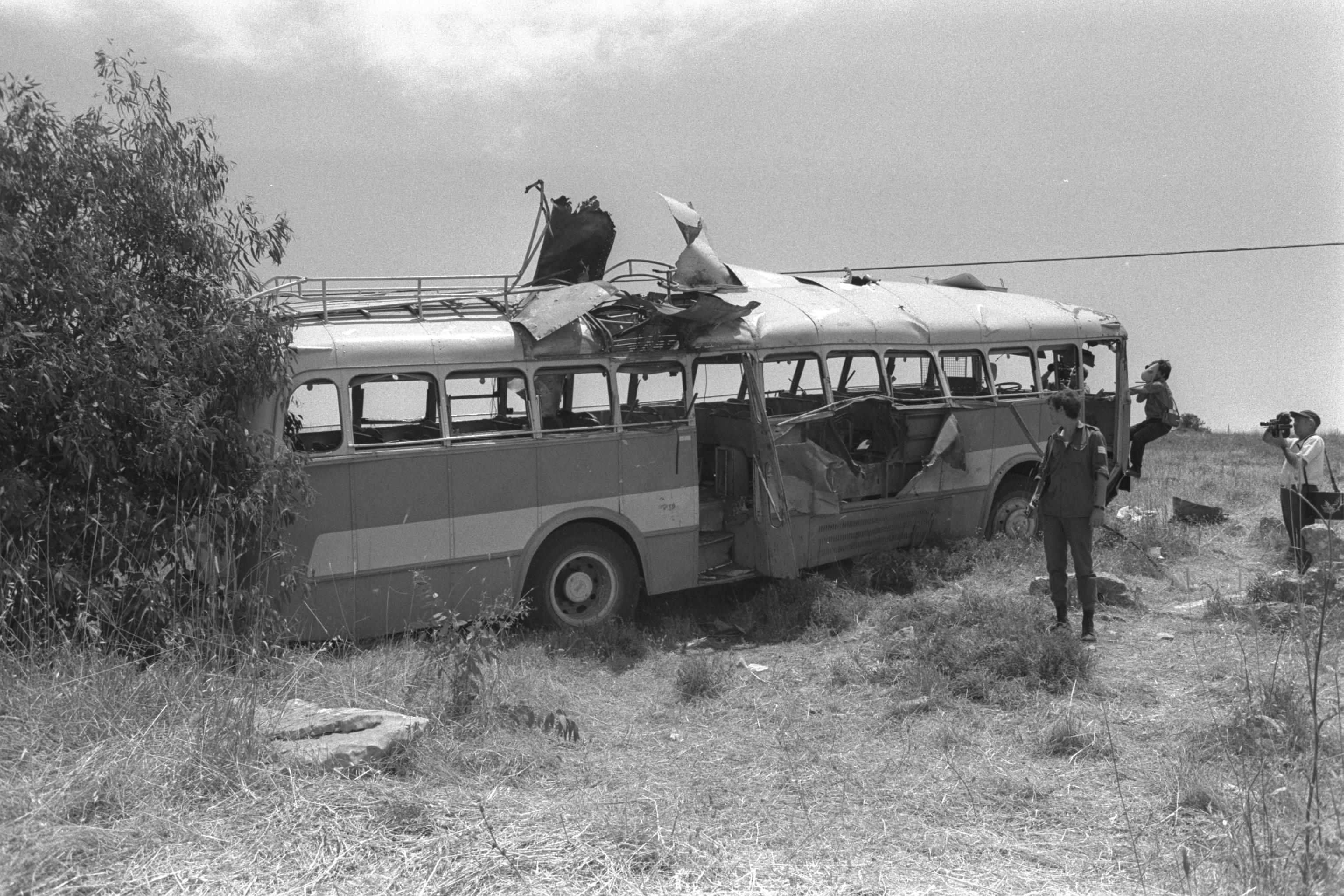
Car scolaire d'Avivim

 (mars 2025).
L'Attaque du car scolaire d'Avivim était une attaque terroriste contre un bus scolaire israélien, le 22 mai 1970, dans laquelle 12 civils israéliens ont été tués, neuf d'entre eux des enfants, et 25 ont été blessés. L'attaque a eu lieu sur la route du Moshav Avivim, près de la frontière d'Israël avec le Liban. Deux obus de bazooka ont été tirés sur le bus. L'attaque a été l'un des premiers menée par le Front populaire de libération de la Palestine-Commandement général.